# Lycomedes buckleyi
Lycomedes buckleyi är en skalbaggsart som beskrevs av Waterhouse 1880. Lycomedes buckleyi ingår i släktet Lycomedes och familjen Dynastidae. Inga underarter finns listade i Catalogue of Life.